# Dockstavarvet
Die Dockstavarvet-Schiffswerft in Docksta, Schweden, wurde 1905 gegründet. Spezialisiert auf den Aluminiumschiffbau, entstehen in der Werft hauptsächlich Boote für den Arbeits-, Lotsen- oder Militäreinsatz.

## Geschichte
1905 baute die Werft unter dem Namen N & C Sundins Båtbyggeri ihre ersten Boote, die bis in die 1960er-Jahre vor allem aus Holz bestanden. Neben Fähren und privaten Yachten wurden insbesondere Arbeitsboote für kommerzielle Zwecke gebaut. Seit 1969 werden in Docksta Boote aus Aluminium gefertigt.

## Die Werft heute
Im Jahr 2000 übernahm Dockstavarvet nach dem Abzug der schwedischen Marine von der Insel Rindö das Gelände und den dortigen Ausbesserungbetrieb Rindö Marine AB, in dem bis heute Schnellboote der schwedischen Marine gewartet werden. Im Jahr 2000 übernahm Dockstavarvet auch Rindö, den Hauptausbesserungsbetrieb für die schwedischen CB90.
Das auch international erfolgreichste Produkt der Werft ist das Combat Boat 90, das unter anderem auch leihweise bei der deutschen Wasserschutzpolizei zum Einsatz kam. Das CB90 ist das Hauptprodukt dieser Werft, seit 1991 wurden rund 300 Stück davon gebaut. Seit 2013 wird von der russischen Pella-Werft, die in der Nähe von Sankt Petersburg ihren Sitz hat, das russische Kampfboot 03160 „Raptor“ gebaut, das dem CB90 äußerlich ähnelt. Es gibt jedoch keine Hinweise, dass Dockstavarvet an dem Projekt beteiligt war bzw. eine Lizenz an die Pella Shipyard vergeben hat.
Ein weiterer Schwerpunkt der Produktion sind Lotsenboote, von denen sieben Boote der Alupilot-17M-Klasse auch von der deutschen Lotsenbrüderschaft eingesetzt werden.